# Puchar Polski (województwo świętokrzyskie) w piłce nożnej mężczyzn (2022/2023)
W sezonie 2022/2023 Puchar Polski na szczeblu regionalnym w województwie świętokrzyskim składał się z 8 rund, które miały na celu wyłonienie zdobywcy Regionalnego Pucharu Polski w województwie świętokrzyskim i uczestnictwo na szczeblu centralnym Pucharu Polski w sezonie 2023/2024.

## Uczestnicy
| III liga                                                                                                | IV liga | Klasa Okręgowa | Klasa A | Klasa B | drużyny nieligowe |
| --- | --- | --- | --- | --- | --- |
| - KSZO 1929 Ostrowiec Świętokrzyski - Korona II Kielce - Czarni Połaniec - Wisła Sandomierz - ŁKS Łagów | - Stal Kunów - Nida Pińczów - Orlęta Kielce - GKS Górno - Wierna Małogoszcz - Sparta Kazimierza Wielka - Granat Skarżysko-Kamienna - Spartakus Daleszyce - Klimontowianka Klimontów - Star Starachowice - AKS 1947 Busko-Zdrój - GKS Rudki - GKS Nowiny - Pogoń 1945 Staszów - Alit Ożarów - Orlicz Suchedniów - Moravia Morawica - Neptun Końskie | - Wicher Miedziana Góra - Victoria Skalbmierz - Świt Ćmielów - Sparta Dwikozy - Piast Stopnica - Arka Pawłów - Bucovia Bukowa - Unia Sędziszów - Piaskowianka Piaski - Hetman Włoszczowa - Zenit Chmielnik - Polonia Białogon - Naprzód Jędrzejów - OKS Opatów - Gród Ćmińsk - Łysica Bodzentyn | - GKS Imielno - Gród Wiślica - Moravia II Morawica - Piast Osiek - Dąb Nagłowice - Sokół Rykoszyn - Wisła Nowy Korczyn - Lechia Strawczyn - Zryw Skroniów - Samson Samsonów - LZS Samborzec - Koprzywianka Koprzywnica - FKS Łazy - Nidzianka Bieliny - UKS Baćkowice - Radiators Stąporków - Tęcza Gowarczów - Zryw Łopuszno - LKS Bolmin - KS Smyków - Partyzant Radoszyce - GKS Łoniów - Astra Piekoszów - GOKiS Masłów - Start Słupia Jędrzejowska - Baszta Rytwiany - GKS Świniary - Kamienna Brody - Nida Oksa | - GKS II Nowiny - GKS Iwaniska - LZS Czarnocin - Polanie Pierzchnica - Ester Wojciechowice - Marol Jacentów - Wodnik Styków - Eska Dziki Skarżysko-Kamienna - Granat Borki - Czarnovia Kielce - Płomień Wólka Kłucka - Nida Sobków - Politechnika Świętokrzyska Kielce - Vitalpol Solec Zdrój - Zryw Zbigniewice | - Odlboys Jędrzejów - DAP Kielce - Oldboys KSZO Ostrowiec Świętokrzyski - Korona III Kielce - Korona IV Kielce - KKP Korona Kielce - Star II Starachowice |

## I runda
Losowanie par I rundy odbyło się 4 sierpnia 2022 roku, natomiast mecze rozegrano w dniach 13-15, 17, 18, 20 i 21 sierpnia tegoż roku.
| 13 sierpnia 2022 | GKS II Nowiny             | 2:1   | GKS Imielno         |  |
| 11:00            | 70', 79' Oskar Przeworski | (0:0) | 57' Karol Błaszczyk |  |

| 13 sierpnia 2022 | Gród Wiślica                                   | 4:1   | Moravia II Morawica |  |
| 17:00            | 29', 66', 76' Patryk Klepacz · 64' Kamil Lozia | (1:0) | 61' Bartosz Kralka  |  |

| 13 sierpnia 2022 | GKS Iwaniska       | 3:3 k. 3:1 | Piast Osiek        |  |
| 17:00            | ?' ? · ?' ? · ?' ? |            | ?' ? · ?' ? · ?' ? |  |

| 14 sierpnia 2022 | Dąb Nagłowice    | 1:6   | Sokół Rykoszyn |  |
| 11:00            | 47' Daniel Trela | (0:4) | 8' Kacper Śliwa · 14' Przemysław Ginter · 29', 80' Krzysztof Stańczyk · 34' Sebastian Wijas · 49' Maksymilian Koza |  |

| 14 sierpnia 2022 | LZS Czarnocin | 0:7 | Wisła Nowy Korczyn                             |  |
| 11:00            |               |     | ?' ? · ?' ? · ?' ? · ?' ? · ?' ? · ?' ? · ?' ? |  |

| 14 sierpnia 2022 | Polanie Pierzchnica | 0:2   | Lechia Strawczyn                     |  |
| 11:00            |                     | (0:1) | 39' Błażej Kobiec · 65' Karol Sikora |  |

| 14 sierpnia 2022 | Oldboys Jędrzejów                        | 2:6   | Zryw Skroniów                                                                               |  |
| 14:00            | 19' Paweł Matera · 65' Michał Więckowski | (1:2) | 22' Tomasz Kamiński · 34', 65' Tomasz Paździor · 51' Dawid Zasada · 66', 77' Wojciech Molus |  |

| 14 sierpnia 2022 | DAP Kielce        | 1:1 k. 3:1    | Samson Samsonów       |  |
| 16:30            | 79' Maciej Treter | (0:1, k. 3:1) | 35' Bartosz Małkowski |  |

| 14 sierpnia 2022 | Ester Wojciechowice | 0:5   | LZS Samborzec                                                                                                 |  |
| 17:00            |                     | (0:3) | 11' Dawid Wiśniewski · 21' Mateusz Adamczak · 22' Tomasz Marek · 53' Rafał Kaśniewski · 84' Filip Jakuszewski |  |

| 14 sierpnia 2022 | Marol Jacentów | 3:0 (wo.) | Koprzywianka Koprzywnica |  |
| 17:00            |                |           |                          |  |

| 14 sierpnia 2022 | Wodnik Styków | 3:0 (wo.) | FKS Łazy |  |
| 17:00            |               |           |          |  |

| 14 sierpnia 2022 | Nidzianka Bieliny         | 1:1 k. 3:4    | UKS Baćkowice    |  |
| 17:00            | 54' (sam.) Krystian Czaja | (0:1, k. 3:4) | 43' Piotr Mikosa |  |

| 14 sierpnia 2022 | Eska Dziki Skarżysko-Kamienna                                       | 3:2 (pd.) | Radiators Stąporków    |  |
| 17:00            | 67' Mateusz Witkowski · 86' Paweł Rzeszowski · 118' Przemysław Gnat | (0:2)     | 8', 45' Michał Małecki |  |

| 14 sierpnia 2022 | Granat Borki | 0:1   | Tęcza Gowarczów    |  |
| 17:00            |              | (0:1) | 18' Emil Pendowski |  |

| 14 sierpnia 2022 | Zryw Łopuszno                                                       | 10:0 | LKS Bolmin |  |
| 17:00            | ?' ? · ?' ? · ?' ? · ?' ? · ?' ? · ?' ? · ?' ? · ?' ? · ?' ? · ?' ? |      |            |  |

| 14 sierpnia 2022 | Czarnovia Kielce | 1:5   | KS Smyków                                                                                 |  |
| 17:00            | 90' Kamil Marek  | (0:1) | 11' Dominik Młodziński · 50', 71' Michał Staciwa · 75' Dominik Cołta · 89' Paweł Owczarek |  |

| 14 sierpnia 2022 | Płomień Wólka Kłucka | 0:4   | Partyzant Radoszyce                                               |  |
| 17:00            |                      | (0:3) | 15', 45' Maciek Dymek · 43' Łukasz Grzybek · 79' Bartosz Gorzelak |  |

| 15 sierpnia 2022 | Oldboys KSZO Ostrowiec Świętokrzyski | 2:4   | GKS Łoniów                                                                              |  |
| 17:30            | 17', 90' Dariusz Pietrasiak          | (1:1) | 28' Sebastian Garboś · 46' Przemysław Kot · 75' Piotr Dobrowolski · 76' Dawid Nabrdalik |  |

| 17 sierpnia 2022 | Astra Piekoszów   | 1:3   | Korona III Kielce                            |  |
| 17:00            | 9' Albert Zajęcki | (1:1) | 17', 78' Michał Pokora · 90' Franciszek Słoń |  |

| 17 sierpnia 2022 | GOKiS Masłów | 0:8   | Korona IV Kielce |  |
| 17:00            |              | (0:4) | 10' Marcel Łukawski · 16', 34' Jakub Hajdo · 26', 85' Igor Błaszczyk · 61' Mirosław Irzyk · 77' Antoni Purski · 81' Tomasz Nowak |  |

| 17 sierpnia 2022 | Nida Sobków      | 1:0   | Start Słupia Jędrzejowska |  |
| 17:00            | 81' Piotr Stanek | (0:0) |                           |  |

| 18 sierpnia 2022 | Politechnika Świętokrzyska Kielce | 2:1   | KKP Korona Kielce |  |
| 19:30            | 61', 80' Jakub Bartyzel           | (0:1) | 35' Marek Kozubek |  |

| 20 sierpnia 2022 | Vitalpol Solec Zdrój                | 2:1 (pd.) | Baszta Rytwiany      |  |
| 11:00            | 84' Hubert Gajek · 91' Patryk Gajek | (0:1)     | 45' Wojciech Wyrazik |  |

| 20 sierpnia 2022 | Zryw Zbigniewice        | 1:0   | GKS Świniary |  |
| 17:00            | 52' Krystian Pacholczak | (0:0) |              |  |

| 21 sierpnia 2022 | Star II Starachowice                                    | 3:2   | Kamienna Brody            |  |
| 11:00            | 14' Antoni Siwek · 68' Igor Zając · 77' Adam Grzywalski | (1:1) | 20', 50' Klaudiusz Marzec |  |

## II runda
Losowanie par II rundy odbyło się 22 sierpnia 2022 roku, natomiast mecze rozegrano 30 i 31 sierpnia oraz 7 września tegoż roku.
| 30 sierpnia 2022 | Star II Starachowice | 1:2   | Wicher Miedziana Góra                       |  |
| 16:45            | 25' Igor Młodawski   | (1:1) | 32' Krystian Rodzim · 47' Karol Piwowarczyk |  |

| 31 sierpnia 2022 | DAP Kielce                                | 2:7   | Politechnika Świętokrzyska Kielce                                                                |  |
| 16:30            | 14' Piotr Chiberski · 79' Adam Józefowski | (1:1) | 27', 54', 61', 73' Jakub Bartyzel · 52' Jan Hermanowski · 70' Piotr Sobczyk · 88' Hubert Ptaszek |  |

| 31 sierpnia 2022 | Gród Wiślica                        | 2:3   | Victoria Skalbmierz                    |  |
| 16:30            | 29' Szymon Swat · 88' Kamil Olender | (1:2) | 12', 90' Łukasz Łakota · 17' Kamil Maj |  |

| 31 sierpnia 2022 | Vitalpol Solec Zdrój | 1:2   | Wisła Nowy Korczyn                  |  |
| 16:30            | 59' Patryk Gajek     | (0:1) | 17' Michał Kukla · 56' Albert Lasia |  |

| 31 sierpnia 2022 | UKS Baćkowice                          | 2:3   | Świt Ćmielów                                               |  |
| 16:30            | 61' Wiktor Jaworski · 66' Piotr Mikosa | (0:1) | 19' Adrian Żyła · 53' Sebastian Mazur · 81' Piotr Frańczak |  |

| 31 sierpnia 2022 | Zryw Zbigniewice | 0:3 (wo.) | Sparta Dwikozy |  |
| 16:30            |                  |           |                |  |

| 31 sierpnia 2022 | Marol Jacentów                                                                         | 4:0   | Piast Stopnica |  |
| 16:30            | 26' Jakub Sokołowski · 28' Konrad Kania · 59' Cezary Skuza · 75' Przemysław Sokołowski | (2:0) |                |  |

| 31 sierpnia 2022 | Wodnik Styków | 0:18  | Arka Pawłów |  |
| 16:30            |               | (0:5) | 2', 38' Sławomir Orczyk · 13' Norbert Drożdżał · 40' Filip Anduła · 43' Łukasz Zapała · 54' Rafał Orczyk · 56' (sam.) Karol Kusiak · 59' Karol Cioroch · 60', 62', 84', 90' Mirosław Kalista · 72', 86', 88', 89' Paweł Mikos · 78', 81' Mateusz Wikło |  |

| 31 sierpnia 2022 | Tęcza Gowarczów        | 2:0   | Bucovia Bukowa |  |
| 16:30            | 56', 65' Marcin Rudnik | (0:0) |                |  |

| 31 sierpnia 2022 | Zryw Łopuszno                                                                                | 6:1   | Nida Oksa         |  |
| 16:30            | 12' Konrad Sztandera · 56' Paweł Doroszko · 74', 76', 90' Kamil Wijas · 88' Damian Urbańczyk | (1:1) | 43' Andrzej Kusaj |  |

| 31 sierpnia 2022 | Zryw Skroniów | 0:7   | Unia Sędziszów |  |
| 16:30            |               | (0:3) | 15' Kamil Bratek · 19' Tomasz Nartowski · 42' Piotr Kasza · 65' Szymon Król · 68' Kacper Ciosek · 78', 88' Piotr Markowicz |  |

| 31 sierpnia 2022 | Nida Sobków | 0:4   | Piaskowianka Piaski                                                 |  |
| 16:30            |             | (0:1) | 20', 48' Rafał Krzysztofik · 54' Patryk Kośmider · 61' Patryk Tkacz |  |

| 31 sierpnia 2022 | KS Smyków | 0:2   | Hetman Włoszczowa                  |  |
| 16:30            |           | (0:0) | 66' Mateusz Fryc · 72' Igor Wójcik |  |

| 31 sierpnia 2022 | Eska Dziki Skarżysko-Kamienna                                       | 4:1   | Lechia Strawczyn     |  |
| 16:30            | 17', 61' Dawid Dulęba · 67' Przemysław Gnat · 82' Mateusz Witkowski | (1:0) | 52' Rafał Kurczyński |  |

| 31 sierpnia 2022 | GKS II Nowiny | 3:0 (wo.) | Zenit Chmielnik |  |
| 16:30            |               |           |                 |  |

| 31 sierpnia 2022 | Polonia Białogon  | 1:6   | Korona III Kielce                                                                                        |  |
| 16:30            | 85' Patryk Zapała | (0:3) | 5' Dawid Grabarczyk · 11' Daniel Bąk · 34' Andrij Werbyćkyj · 58', 60' Franciszek Słoń · 87' Kacper Łoch |  |

| 31 sierpnia 2022 | Sokół Rykoszyn                | 2:4   | Korona IV Kielce                                             |  |
| 16:30            | 78', 88' Sebastian Blicharski | (0:3) | 7', 23' Jakub Hajdo · 44' Igor Błaszczyk · 75' Patryk Pakuła |  |

| 31 sierpnia 2022 | Partyzant Radoszyce                   | 2:4   | Naprzód Jędrzejów                                                                           |  |
| 16:30            | 25' Kacper Baranek · 82' Maciej Dymek | (1:3) | 5' Dominik Pak · 36' Bartosz Dobrzański · 39' Bartłomiej Równicki · 53' Arkadiusz Przeździk |  |

| 31 sierpnia 2022 | GKS Iwaniska | 3:0 (wo.) | GKS Łoniów |  |
| 16:45            |              |           |            |  |

| 7 września 2022 | LZS Samborzec    | 1:4   | OKS Opatów                                                   |  |
| 16:30           | 14' Damian Mądry | (1:0) | 50', 78' Łukasz Orłowski · 67' Patryk Nowak · 90' Jakub Łata |  |

## III runda
Losowanie par III rundy odbyło się 5 września 2022 roku, natomiast mecze rozegrano 13, 14, 21 i 28 września tegoż roku.
| 13 września 2022 | Wicher Miedziana Góra                           | 2:1   | Korona IV Kielce   |  |
| 16:00            | 11' Karol Piwowarczyk · 55' Grzegorz Pacholczak | (1:0) | 88' Ihnat Puszkuca |  |

| 14 września 2022 | Wisła Nowy Korczyn | 0:1   | Victoria Skalbmierz |  |
| 16:00            |                    | (0:0) | 58' Łukasz Łakota   |  |

| 14 września 2022 | Sparta Dwikozy         | 2:3   | Stal Kunów                                                        |  |
| 16:00            | 50', 55' Karol Nowicki | (0:2) | 28' Kamil Kowalski · 35' Konrad Woźniakowski · 86' Marcin Dynarek |  |

| 14 września 2022 | Zryw Łopuszno   | 1:2   | Hetman Włoszczowa                    |  |
| 16:00            | 32' Kamil Wijas | (1:2) | 14' Łukasz Chuptyś · 22' Igor Wójcik |  |

| 14 września 2022 | Unia Sędziszów | 0:2   | Nida Pińczów         |  |
| 16:00            |                | (0:1) | 43', 50' Dawid Tutaj |  |

| 14 września 2022 | Tęcza Gowarczów | 0:5   | Gród Ćmińsk                                                                         |  |
| 16:00            |                 | (0:0) | 67' Łukasz Boleń · 71', 82' Kamil Frączyk · 80' Krzysztof Kita · 85' Emil Lurzyński |  |

| 14 września 2022 | Piaskowianka Piaski | 0:3   | Korona III Kielce                       |  |
| 16:00            |                     | (0:0) | 71', 90' Michał Pokora · 75' Daniel Bąk |  |

| 14 września 2022 | GKS II Nowiny                                                                                           | 7:4 (pd.) | Naprzód Jędrzejów                                                                     |  |
| 16:00            | 6' Jan Korba · 13', 94' Paweł Lis · 83', 108' Filip Rozborski · 92' Adrian Foks · 118' Wojciech Merwart | (2:2)     | 20' Szymon Walczak · 35' Bartłomiej Równicki · 90' Dominik Pak · 105' Bartosz Styczeń |  |

| 14 września 2022 | Arka Pawłów     | 1:1 k. 7:6    | Orlęta Kielce         |  |
| 16:00            | 89' Paweł Mikos | (0:0, k. 7:6) | 90' Patryk Zawierucha |  |

| 14 września 2022 | Eska Dziki Skarżysko-Kamienna                       | 3:2   | GKS Górno                                   |  |
| 16:00            | 23', 49' Mateusz Witkowski · 71' Mikołaj Piórkowski | (1:1) | 37' Kacper Gadowski · 85' Tomasz Staszewski |  |

| 14 września 2022 | Politechnika Świętokrzyska Kielce | 1:3   | Łysica Bodzentyn                            |  |
| 19:30            | 67' Bartłomiej Grycner            | (0:2) | 26' Kryspin Kutera · 32', 70' Dawid Witczak |  |

| 21 września 2022 | Marol Jacentów | 0:1   | Świt Ćmielów           |  |
| 16:00            |                | (0:1) | 32' Konrad Skwarliński |  |

| 28 września 2022 | GKS Iwaniska | 0:1   | OKS Opatów       |  |
| 15:30            |              | (0:0) | 82' Patryk Nowak |  |

## IV runda
Losowanie par IV rundy odbyło się 19 września 2022 roku, natomiast mecze rozegrano 5 i 12 października tegoż roku.
| 5 października 2022 | Victoria Skalbmierz | 1:3 (pd.) | Nida Pińczów                                                 |  |
| 15:15               | 4' Kamil Olesiński  | (1:0)     | 78' Dawid Tutaj · 93' Daniła Krawczenko · 105' Konrad Ciacia |  |

| 5 października 2022 | Stal Kunów | 0:4   | KSZO 1929 Ostrowiec Świętokrzyski                                    |  |
| 15:15               |            | (0:1) | 45', 83' Michał Nawrot · 55' Kostiantyn Czernij · 90' Tomasz Persona |  |

| 5 października 2023 | Hetman Włoszczowa     | 1:5   | Wierna Małogoszcz                                                                   |  |
| 15:15               | 36' Mikołaj Majchrzak | (1:4) | 12', 61' Michał Bała · 17' Damian Bednarski · 19' Artur Łata · 42' Przemysław Gajek |  |

| 5 października 2023 | Sparta Kazimierza Wielka | 0:12  | Korona II Kielce |  |
| 15:15               |                          | (0:5) | 17', 20', 65' Yūdai Shinonaga · 22' Dawid Kośmider · 34' Bartosz Pańtak · 36' Tomasz Mucha · 58' Szymon Majewski · 62', 63', 64' Michał Smolarczyk · 68' Piotr Lisowski · 75' Karol Turek |  |

| 5 października 2023 | Łysica Bodzentyn | 0:6   | Granat Skarżysko-Kamienna                                               |  |
| 15:15               |                  | (0:4) | 18', 25' Kamil Uciński · 21', 45' Błażej Miller · 48', 58' Jakub Hińcza |  |

| 5 października 2023 | Spartakus Daleszyce | 0:3   | Czarni Połaniec                                           |  |
| 15:15               |                     | (0:2) | 25' Mateusz Janeczko · 31' Oskar Łąk · 90' Oliwier Płużek |  |

| 5 października 2023 | OKS Opatów       | 1:1 k. 2:4    | Klimontowianka Klimontów |  |
| 15:15               | 97' Maciej Miłek | (0:0, k. 2:4) | 120' Patryk Nowak        |  |

| 5 października 2023 | Świt Ćmielów | 0:5   | Star Starachowice                                                                                     |  |
| 15:15               |              | (0:3) | 24' Kacper Wiecha · 36' Piotr Stefański · 44' Michał Grunt · 65' Mateusz Nowak · 85' Jakub Jaśkiewicz |  |

| 5 października 2023 | GKS II Nowiny      | 1:3   | AKS 1947 Busko-Zdrój                                |  |
| 15:15               | 72' Bogdan Łazurko | (0:1) | 35', 80' Marcin Taler · 64' (sam.) Wojciech Merwart |  |

| 5 października 2023 | Arka Pawłów         | 1:3   | GKS Rudki                                                        |  |
| 15:15               | 42' Hubert Białczak | (1:1) | 19' Mychaiło Łyczak · 67' Piotr Jedlikowski · 84' Jakub Stachura |  |

| 5 października 2023 | Eska Dziki Skarżysko-Kamienna | 0:3   | GKS Nowiny                                                      |  |
| 15:15               |                               | (0:1) | 21' Damian Kopyciński · 64' Piotr Gardynik · 90' Mateusz Zębala |  |

| 5 października 2023 | Pogoń 1945 Staszów | 0:1   | Korona III Kielce |  |
| 15:15               |                    | (0:0) | 83' Piotr Wójcik  |  |

| 5 października 2023 | Alit Ożarów     | 1:2 (pd.) | Wisła Sandomierz                   |  |
| 15:15               | 57' Jakub Kapsa | (0:1)     | 23' Igor Wódz · 100' Filip Stępień |  |

| 5 października 2023 | ŁKS Łagów                                                                                                | 5:0   | Orlicz Suchedniów |  |
| 17:00               | 30' Kotaro Hirota · 44' Krystian Szymocha · 66' Artur Piróg · 71' Damian Lepiarz · 75' Kacper Rogoziński | (2:0) |                   |  |

| 5 października 2023 | Gród Ćmińsk         | 1:4   | Moravia Morawica                                             |  |
| 18:00               | 46' Mateusz Kokosza | (0:1) | 13', 70' Maciej Pokora · 66' Michał Rybus · 86' Dawid Szałas |  |

| 12 października 2022 | Wicher Miedziana Góra                  | 2:4   | Neptun Końskie                                      |  |
| 15:15                | 68' Łukasz Piotrowski · 70' Kamil Mech | (0:2) | 23', 40', 67' Patryk Kwiecień · 80' Paweł Markowicz |  |

## 1/8 finału
Pary 1/8 finału, podobnie jak pary w następnych rundach, zostały rozlosowane 17 lutego 2023 roku, natomiast mecze rozegrano 5, 18 i 19 kwietnia tegoż roku.
| 5 kwietnia 2023 | Neptun Końskie       | 1:4   | Korona II Kielce                                                 |  |
| 16:00           | 81' Zufarjon Akbarov | (0:0) | 53' Miłosz Strzeboński · 59', 71' Jakub Rybus · 87' Tomasz Mucha |  |

| 5 kwietnia 2023 | GKS Nowiny | 0:1   | Wisła Sandomierz    |  |
| 16:00           |            | (0:0) | 69' Jakub Pryliński |  |

| 5 kwietnia 2023 | Klimontowianka Klimontów | 3:0 (wo.) | ŁKS Łagów |  |
| 16:00           |                          |           |           |  |

| 5 kwietnia 2023 | Moravia Morawica | 0:5   | Star Starachowice                                                                            |  |
| 16:00           |                  | (0:2) | 11', 32' Przemysław Śliwiński · 74' Piotr Mikos · 81' Szymon Hajduk · 89' Bartosz Szydłowski |  |

| 5 kwietnia 2023 | AKS 1947 Busko-Zdrój                                                                          | 4:5   | Wierna Małogoszcz                                                                 |  |
| 16:00           | 33' Paweł Ślefarski · 59' Dominik Szymkiewicz · 66' Mateusz Zacharski · 88' Kacper Rogoziński | (1:3) | 25', 40' Paweł Rogula · 37' Damian Bugno · 47' Kacper Klapa · 90' Krystian Sornat |  |

| 5 kwietnia 2023 | Granat Skarżysko-Kamienna               | 3:2   | Czarni Połaniec                             |  |
| 16:00           | 1', 10' Błażej Miller · 84' Bartosz Sot | (2:1) | 44' Adrian Gębalski · 90' Arleison Martínez |  |

| 18 kwietnia 2023 | Nida Pińczów | 0:4   | Korona III Kielce                                                 |  |
| 16:30            |              | (0:0) | 53' Daniel Bąk · 78', 85' Michał Pokora · 82' Jakub Przybysławski |  |

| 19 kwietnia 2023 | GKS Rudki | 0:1   | KSZO 1929 Ostrowiec Świętokrzyski |  |
| 16:00            |           | (0:1) | 26' Patryk Domagała               |  |

## 1/4 finału
Pary ćwierćfinałowe zostały wylosowane 17 lutego 2023 roku, natomiast mecze rozegrano 26 kwietnia tegoż roku.
| 26 kwietnia 2023 | KSZO 1929 Ostrowiec Świętokrzyski | 0:0 k. 3:2    | Korona II Kielce |  |
| 16:45            |                                   | (0:0, k. 3:2) |                  |  |

| 26 kwietnia 2023 | Wisła Sandomierz | 0:3 (wo.) | Klimontowianka Klimontów |  |
| 16:45            |                  |           |                          |  |

| 26 kwietnia 2023 | Star Starachowice                                    | 3:2   | Korona III Kielce                   |  |
| 16:45            | 9', 33' Michał Smolarczyk · 72' Przemysław Śliwiński | (2:1) | 26' Michał Pokora · 84' Kacper Łoch |  |

| 26 kwietnia 2023 | Wierna Małogoszcz                                                     | 4:0   | Granat Skarżysko-Kamienna |  |
| 16:45            | 45', 81' Mateusz Rejowski · 75' Wiktor Soboń · 84' Wojciech Karbownik | (3:0) |                           |  |

## 1/2 finału
Pary półfinałowe zostały wylosowane 17 lutego 2023 roku, natomiast mecze rozegrano 17 maja tegoż roku.
| 17 maja 2023 | KSZO 1929 Ostrowiec Świętokrzyski                                                               | 6:0   | Klimontowianka Klimontów |  |
| 17:00        | 5', 33' Kostiantyn Czernij · 43', 70' Franciszek Lipka · 76' Paweł Zdyb · 87' Adrian Dziubiński | (3:0) |                          |  |

| 17 maja 2023 | Star Starachowice                                                                      | 4:0   | Wierna Małogoszcz |  |
| 17:00        | 47' Piotr Mikos · 54' Jakub Nowocień · 56' Przemysław Śliwiński · 76' Mateusz Jagiełło | (0:0) |                   |  |

## Finał
Mecz finałowy odbył się 14 czerwca 2023 roku na Suzuki Arenie. W nim KSZO 1929 Ostrowiec Świętokrzyski pokonał Stara Starachowice, dzięki czemu wygrał Regionalny Puchar Polski w województwie świętokrzyski w sezonie 2022/2023 i zyskał prawo do gry na szczeblu centralnym Pucharu Polski w sezonie 2023/2024.
| 14 czerwca 2023 | KSZO 1929 Ostrowiec Świętokrzyski                   | 3:2   | Star Starachowice             |                      |
| 18:15           | 21', 60' Fryderyk Janaszek · 75' Kostiantyn Czernij | (1:1) | 33', 62' Przemysław Śliwiński | Suzuki Arena, Kielce |